# Wark-on-Tweed Castle

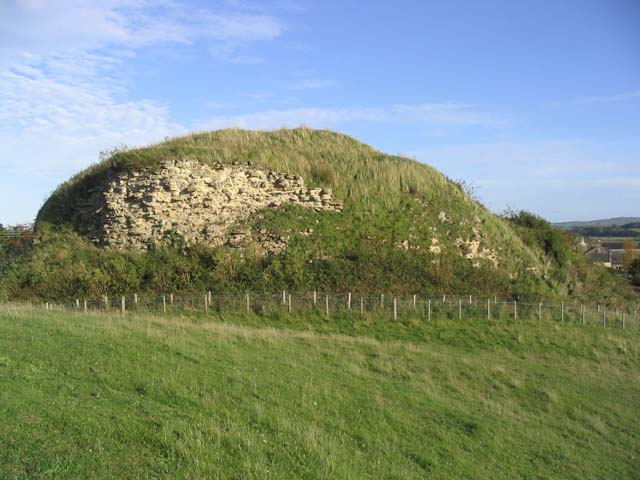
Die Ruine von Wark-on-Tweed Castle

Wark-on-Tweed Castle, auch Carham Castle genannt, ist eine Burgruine in der britischen Grafschaft Northumberland. Die als Kulturdenkmal der Kategorie Grade II* und als Scheduled Monument geschützte Ruine liegt am westlichen Rand des Dorfes Wark-on-Tweed südlich des Tweed, der an seinem Unterlauf die Grenze zwischen England und Schottland bildet. Als englische Grenzburg wurde die Burg im Mittelalter und in der frühen Neuzeit häufig umkämpft.

## Geschichte
Wark Castle wurde ursprünglich von Walter Espec zu Beginn des 12. Jahrhunderts als Erd- und Holzbefestigung errichtet. 1138 wurde die Burg während der Anarchy von König David I. von Schottland angegriffen. Zwar wurde sein Vorstoß nach England am 22. August in der Standartenschlacht gestoppt, dennoch belagerte er weiterhin Wark Castle, bis sich die Besatzung auf Befehl von Walter Espec am 11. November 1138 gegen die Zusicherung von freiem Abzug ergab. Nach der Anarchy beanspruchte der neue englische König Heinrich II. Northumberland wieder für England, worauf ihm der schottische König Malcolm IV. die Region mitsamt Wark Castle kampflos übergab. Im Gegenzug wurde Malcom zum Earl of Huntingdon ernannt. Heinrich II. ließ die Burg ab 1158 als steinerne Burg ausbauen, so dass sie 1174 einen Angriff von König Wilhelm von Schottland abwehren konnte. 1200 übergab König Johann Ohneland die Burg an den Baron Robert de Ros, der während des Ersten Kriegs der Barone jedoch gegen den König rebellierte. Daraufhin eroberte und zerstörte der König bei seinem Vorstoß nach Nordengland Ende 1215 und Anfang 1216 auch Wark Castle. Die Burg blieb zunächst in königlichen Besitz, erst unter der Herrschaft von Heinrich III. erhielt Ros die Burg zurück. Ros oder sein Sohn William de Ros ließen die Burg wieder aufbauen. 1255 traf sich Heinrich III. mit dem schottischen König Alexander III. zu Verhandlungen in der Burg.
Im November 1292 übernachtete König Eduard I. in der Burg, als er von Schottland nach England zurückkehrte. In den kurz danach beginnenden Schottischen Unabhängigkeitskriegen spielte die Burg wieder eine größere Rolle. 1296 zog das englische Heer von Wark aus zur Schlacht bei Dunbar. Auch Eduard II. musterte am 10. Juni 1314 hier sein Heer, bevor er zu seinem Feldzug nach Schottland aufbrach, der in der Niederlage von Bannockburn endete. Als Folge der englischen Niederlage wurde Nordengland in den nächsten Jahren wiederholt von den Schotten geplündert, die dabei auch Wark Castle angriffen und schwer beschädigten. Als die Burg 1329 an William Montagu, 1. Earl of Salisbury übergeben wurde, galt sie als verfallen. Dennoch widerstand sie 1342 einer schottischen Belagerung.
Der Legende nach fand in Wark Castle die Feier statt, bei der König Eduard III. mit der Countess of Salisbury tanzte, wobei diese ihr Strumpfband verlor. Der König hob es auf, und angesichts des Gelächters der Höflinge verkündete er, dass das Strumpfband bald ein Ehrenzeichen sein würde. Wenig später gründete er den Hosenbandorden. Gegen Ende des 14. Jahrhunderts war die Burg im Besitz von Ralph Neville, 1. Earl of Westmorland. Im September 1398 erwarb sie Sir Thomas Grey (1359–1400). Im folgenden Jahr wurde sie erneut während eines schottischen Angriffs erobert und geplündert. Ein weiterer Angriff erfolgte 1460, als König Jakob II. während der Rosenkriege den Lancaster-König Heinrich VI. unterstützte.
Die Burg war weiterhin im Besitz der Familie Grey, als sie 1513 von den Schotten unter Jakob IV. angegriffen und erobert wurde. Die Schotten wurden am 9. September in der Schlacht von Flodden Field geschlagen, danach fiel die Burg wieder an die Engländer. Auf königlichem Geheiß sollte die Burg nun ausgebaut werden, um auch Belagerungen mit Artillerie zu widerstehen. Nachdem die Besatzung Anfang 1523 einen erfolgreichen Überfall nach Schottland gemacht hatte, wurde die Burg im November 1523 von schottisch-französischen Truppen unter John Stewart, 2. Duke of Albany angegriffen. Die Angreifer beschossen die Burg zwei Tage lang mit Artillerie, und nur die Ankunft eines englischen Entsatzheers unter Thomas Howard, Earl of Surrey bewahrte die Burg vor der Eroberung. Daraufhin wurde die Burg in den nächsten Jahren weiter zu einer zeitgemäßen Festung ausgebaut. Dennoch wurde die Burg bei einem schottischen Überfall 1548 zerstört. Nachdem der schottische König Jakob VI. 1603 auch König von England wurde, verlor die Grenzfestung ihre Bedeutung. 1633 wurde die Besatzung abgezogen. Während des Englischen Bürgerkriegs wurde die Burg 1644 kurzzeitig wieder mit einer schottischen Garnison besetzt, nachdem sich Schottland mit dem Englischen Parlament gegen Karl I. verbündet hatte. Danach verfiel jedoch die Burg. Der äußere und mittlere Burghof wurden von dem Dorf Wark-on-Tweed überbaut, wobei die Ruine der Burg als Steinbruch diente.
Die Reste der Burg sind heute frei zugänglich.

## Anlage
Die Burg wurde auf einer eiszeitlichen Endmoräne errichtet, von der aus eine strategisch wichtige Furt über den River Tweed kontrolliert werden konnte. Die erste Erd- und Holzbefestigung bestand aus drei Burghöfen, von denen der innere von einer Motte mit einem hölzernen Turm beherrscht wurde. Der mittlere und der äußere Hof lagen östlich der Motte in dem Gebiet, das heute von dem Dorf überbaut ist. Ab 1158 erhielt die Burg eine steinerne Ringmauer, die auch den mittleren und äußeren Hof umschloss. Vermutlich wurde um diese Zeit auch der hölzerne Turm auf der Motte durch einen achteckigen, jedoch unregelmäßigen steinernen Shellkeep ersetzt. Nach 1523 entstand anstelle des Keeps ein vierstöckiger Geschützturm, der The Ring genannt wurde. Von diesem Turm sind noch Reste auf dem mittelalterlichen Burghügel erhalten.